# همبلدن (باكينجهامشير)
همبلدن (بالإنجليزية: Hambleden)‏ هي قرية و أبرشية مدنية تقع في المملكة المتحدة في إنجلترا. يقدر عدد سكانها بـ 1,413 نسمة .